# نواه فينكلستاين
نواه فينكلستاين (بالإنجليزية: Noah Finkelstein)‏ هو فيزيائي أمريكي، ولد في يوليو 1968.